# Gérald Genty
Pour les articles homonymes, voir Genty.
 (novembre 2019).
Si vous disposez d'ouvrages ou d'articles de référence ou si vous connaissez des sites web de qualité traitant du thème abordé ici, merci de compléter l'article en donnant les références utiles à sa vérifiabilité et en les liant à la section « Notes et références ».
Gérald Genty est un chanteur français né le 23 avril 1974 à Belfort en France.

## Enfance et formation
Il passe son enfance dans les Vosges, puis en Alsace dans un village à proximité de Colmar et de Guebwiller et enfin à Bratislava en Slovaquie, partageant ses loisirs entre le sport, le tennis en particulier, la peinture et la musique (piano, guitare). Il commence à composer dès l'âge de quinze ans. Après le Baccalauréat, qu'il passe à Colmar, il choisit de s'inscrire en DEUG STAPS à l'université de Bordeaux.

## Ses débuts musicaux
Ses études finies, il passe deux ans à donner des cours de tennis hébergé dans une chambre universitaire. Il enregistre et produit un premier album en groupe (guitare, basse, accordéon) en 1997, il sort en solo deux albums autoproduits : Danthonlogis (1999) et Danthonlogis 2 (fin 2002). Il décide de sillonner la France dans son camping-car, à la recherche de concours de jeunes talents. Il remporte le concours des dominicains à Guebwiller en 2001[réf. souhaitée], puis Utopia à Besançon en 2002, et enfin Le Mans cité chanson en 2003[réf. souhaitée]. C'est ainsi qu'il se fait remarquer par Wagram Music qui produit ses 3 premiers albums : Humbleheros en 2004, le plus grand chanteur de tout l'étang en 2006 et Nul si pas découvert en 2009.

## Premiers albums avec Wagram
Après avoir signé chez Wagram, Gérald Genty sort en mars 2004 Humble Héros, dans lequel il reprend des titres de Danthonlogis et Danthonlogis 2 réenregistrés en studio par Dominique Ledudal durant l'été 2003. L'album est porté par le titre Pour l'instant je suis pas encore trop connu, ça va, mais après... j'sais pas!.Le titre est en rotation sur M6. En novembre 2004, il fait la première partie du concert de Bénabar au Zénith de Paris et en 2005, celle de la tournée des dix ans du groupe Tryo. Pour sa première tournée, il se construit des bonshommes en bois auxquels il donne vie sur scène pour l'accompagner. Il fera plus d'une centaine de dates avec ce spectacle, et des passages remarqués aux Francofolies de La Rochelle, de Spa et de Montréal.
Un second album parait en octobre 2006 chez Wagram, Le plus grand chanteur de tout l'étang porté par le titre Plaire et son clip original réalisé par Patrick Volve qui remporte le prix du vidéoclip d'animation à Annecy. Il traite aussi de la mondialisation avec Istambul, dédie la chanson Licence to kill à Jean Charles de Menezes et aborde à plusieurs reprises le couple et ses angoisses. Pour ce disque, il constitue un groupe de tournée avec Pablo Pico à la batterie et Sylvestre Perrusson à la contrebasse. Le décor du spectacle est une mare illuminée de canards en plastique. La tournée dure deux ans et passe par le Maroc, le Canada et la Russie.
En 2009 sort Nul si pas découvert, un album davantage produit avec des arrangements de cuivres et de chœurs féminins (Zoé Colotis de Caravan Palace). En 2010, sort l'album L'incroyable Histoire de Gaston et Lucie, collectif dont il fait partie, tout comme Ben Ricour, Pierre Santini, Carmen Maria Vega, Monsieur Lune, Oldelaf et Monsieur D, Yves Jamait et Cécile Hercule.
En 2014, l'album Manège éternel sort sous le label belge 29 février. Benoît Poelvoorde y participe.
Gérald Genty crée en 2014 un spectacle pour enfants avec l'artiste suisse LiA (Félicien Donzé) nommé Temps Pis & Temps Mieux.
En 2015, Il entre dans le Guinness Book des records en devenant le détenteur du record mondial du plus grand nombre de concerts en 12h : 37 concerts réalisés à Bruxelles.
En février 2017, c'est la sortie du cinquième album  Hippopopopopopopopopopopotame, composé de 38 chansons courtes.
En août 2019 parait son 6e album studio Là-haut, qui amorce un virage dans la carrière du chanteur puisque celui-ci fait moins la part belle aux jeux de mots. L'album est porté par le single Planeur et tourne, tout au long de ses 11 chansons, autour de l'idée de disparition.

## Ses chansons
Gérald Genty chante le plus souvent des chansons « à textes » parsemées de nombreux jeux de mots. Celles-ci comportent de nombreux « personnages » à qui il prête sa voix. Lors des concerts de sa première tournée, ces personnages sont figurés par des bonshommes en bois (comme « David Bowie »). Les ampoules électriques qui leur servent d'yeux s'allument à chaque intervention.
L'écriture de certains des textes repose entièrement sur la recherche du calembour et de la paronomase. Par exemple, dans Le lapin dit... si le docteur est un lapin, c'est pour permettre l'homophonie entre deux phrases : « Le lapin dit : “Si tu as mal à droite” » et « L'appendicite : tu as mal à droite ». Autre exemple dans son second album, « c'est pour décorer hein ? » / « c'est pour des Coréens ».
Dans la chanson J'ai mis mon maillot de ben pour aller allô, présente sur l'album Humble Héros, Gérald utilise des onomatopées pour dire de plusieurs façons qu'il a mis son maillot de bain pour aller à l'eau.
En 2016, il publie un disque de chansons courtes appelé  hippopopopopopopopopopopotame. Les courtes pièces ne dépassent pas la minute pour la plupart et sont un terrain de jeux dans lequel il s'amuse avec ses 2 enfants, leur faisant faire des jeux de mots involontaires.
En 2018, il décide d'enregistrer un album d'une veine mélancolique qu'il avait parcourue le temps d'une ou deux chansons sur les albums précédents, se refusant presque l'usage du moindre jeu de mots. L'album Là-Haut sort en 2019 sur le label 30 février.